# Грин-Айл
Грин-Айл (англ. Green Isle) — город в округе Сибли, штат Миннесота, США. На площади 1,9 км² (1,9 км² — суша, водоёмов нет), согласно переписи 2002 года, проживают 334 человека. Плотность населения составляет 172,8 чел./км².
- Телефонный код города — 507
- Почтовый индекс — 55338
- FIPS-код города — 27-25658[1]
- GNIS-идентификатор — 0644409[2]